# Villevaudé
Villevaudé ist eine französische Gemeinde mit 2.114 Einwohnern (Stand: 1. Januar 2022) im Département Seine-et-Marne in der Region Île-de-France. Sie gehört zum Arrondissement Meaux und zum Kanton Villeparisis (bis März 2015: Kanton Claye-Souilly).
Die Einwohner werden Villevaudéens genannt.

## Geographie
Villevaudé liegt etwa 30 Kilometer östlich von Paris.

### Nachbargemeinden
Umgeben ist Villevaudé von den Gemeinden Claye-Souilly im Norden und Nordosten, Annet-sur-Marne im Osten und Nordosten, Carnetin im Südosten, Pomponne im Süden und Südosten, Brou-sur-Chantereine im Südwesten sowie Le Pin im Westen.

## Bevölkerungsentwicklung
| 1962                      | 1968 | 1975 | 1982 | 1990 | 1999 | 2006 | 2012 |
| ------------------------- | ---- | ---- | ---- | ---- | ---- | ---- | ---- |
| 668                       | 897  | 936  | 1076 | 1348 | 1599 | 1651 | 2040 |
| Quelle: Cassini und INSEE |      |      |      |      |      |      |      |

## Wirtschaft und Infrastruktur
Am westlichen und südwestlichen Rand der Gemeinde führt die Autoroute A104 entlang.

## Sehenswürdigkeiten
- Kirche Saint-Marcel aus dem 12. Jahrhundert
- Schloss Le Poitou aus dem 18. Jahrhundert
- Schloss Bisy aus dem 19. Jahrhundert

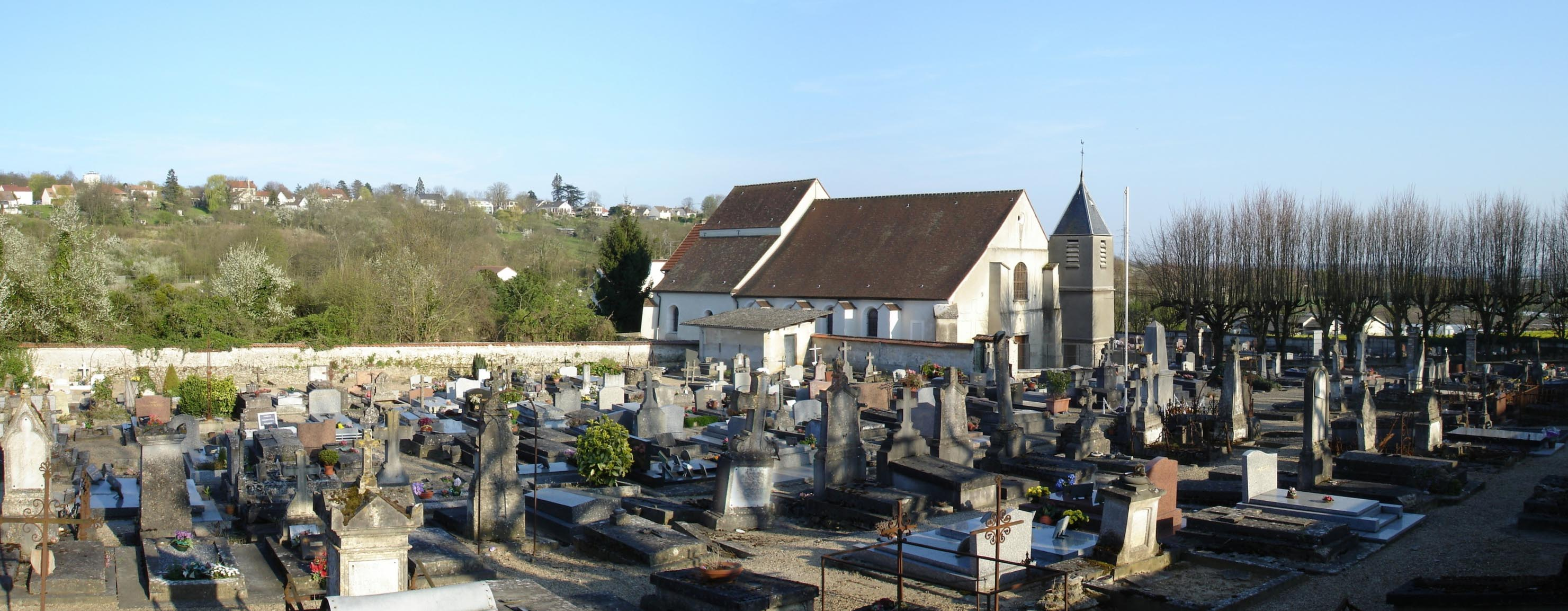
Kirche Saint-Marcel